# Gen Digital

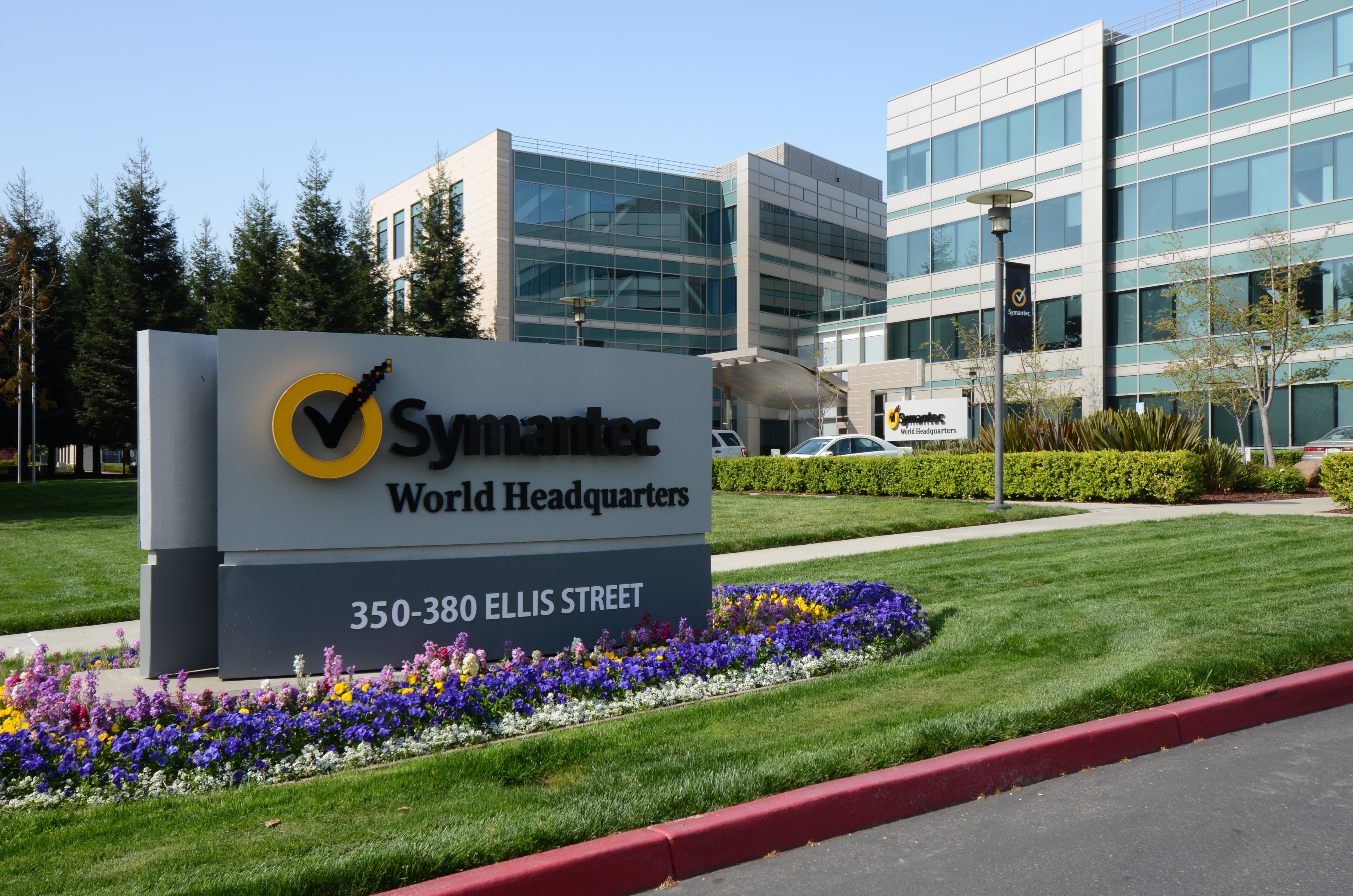
Siedziba firmy w Mountain View

Gen Digital (wcześniej NortonLifeLock i Symantec Corporation) – amerykańskie przedsiębiorstwo założone w 1982 roku. Jest to międzynarodowa firma sprzedająca oprogramowanie komputerowe, z koncentracją na dziedzinie bezpieczeństwa danych i zarządzania informacjami. Główna siedziba przedsiębiorstwa znajduje się w Mountain View w amerykańskim stanie Kalifornia, a oddziały terenowe rozlokowane są w ponad czterdziestu krajach na świecie.

## Historia
Pierwszym produktem, który przyniósł firmie rozgłos, był Q&A, produkt podwójnej natury, łączący w sobie funkcjonalność edytora tekstów i bazy danych. W latach 90. większość swojej energii firma przeniosła z dziedziny opracowywania własnych programów do przejmowania innych firm branży. Wcześnie zrealizowany zakup pozwolił Symantecowi na przejęcie firmy Peter Norton Computing, stworzonej w połowie lat 80. przez inżyniera oprogramowania Petera Nortona. Przez jakiś czas Symantec był również znany na rynku narzędzi deweloperskich, szczególnie dzięki pakietom THINK Pascala, THINK C, Symantec C++ i Visual Cafe, które były popularne wśród użytkowników platform Macintosh i kompatybilnych z IBM PC. Symantec zdecydował o wycofaniu się z tej części rynku pod koniec lat 90., gdy największym powodzeniem cieszyły się pakiety firm Metrowerks, Microsoft i Borland.
W ciągu kilku ostatnich lat Symantec głównie rozpoznawalny był dzięki pakietom oprogramowania antywirusowego i narzędziowego, firmowanym nazwą Norton. Produkty udostępnione w tej serii to Norton AntiVirus, Norton 360, Norton Commander, Norton Internet Security, Norton Personal Firewall, Norton Systemworks (do którego został włączony pakiet Norton Utilities), Norton AntiSpam, Norton GoBack (poprzednio Roxio GoBack) i Norton Ghost (produkt stworzony przez firmę Binary Research).
Dzięki zrealizowanemu w roku 2003 przejęciu firmy PowerQuest, Symantec sprzedaje ostatnią wersję programu PartitionMagic (pod nazwą Norton PartitionMagic), nie rozwijając jednak dalej tego produktu. Ta sama prawidłowość dotyczy menedżera partycji NetWare, ServerMagic. Stworzony przez firmę PowerQuest program Drive Image został zastąpiony przez produkt o nazwie Norton Ghost.
Symantec jest również jedną z wiodących firm na rynku oprogramowania do kompleksowej ochrony komunikacji sieciowej, posiadając w swojej ofercie rozwiązania dla komunikatorów internetowych, programy antyspamowe, antywirusowe, sprawdzające zgodność prawną, sprawdzające treści, czy archiwizujące wiadomości.
Organizacja o nazwie Symantec Security Response (wcześniej Symantec Antivirus Research Center) jest jedną z największych grup prowadzących badania nad wirusami i kwestiami bezpieczeństwa systemów komputerowych w tej gałęzi przemysłu.
16 grudnia 2004 firmy Symantec i VERITAS ogłosiły plany połączenia. Biorąc pod uwagę wartość przedstawianą przez VERITAS – 13,5 miliarda dolarów amerykańskich – było to największe jak do tej pory połączenie dwóch firm przemysłu informatycznego.
24 lipca 2005 zgromadzenie akcjonariuszy Symanteca przegłosowało decyzję o połączeniu się z VERITAS, zaś porozumienie zawarto 2 lipca. 5 lipca był pierwszym dniem, w którym podjęto prace w amerykańskich biurach nowej firmy.

## Przejęcia
Symantec przejął szereg firm, które udostępniły mu technologie wykorzystywane w aktualnie sprzedawanych produktach. Lista przejętych przez Symantec firm jest następująca:
1987
- Breakthrough Software
- Living Videotext
- THINK Technologies – producent narzędzi deweloperskich dla platformy Macintosh

1990
- sierpień – Peter Norton Computing, Inc.

1991
- Dynamic Microprocessor Associates, Inc., twórca pcAnywhere(inne języki)
- Zortech Inc., twórca zestawu kompilatorów języka C/C++
- Leonard Development Group

1992
- Cetrus International Corporation
- MultiScope, Inc.
- Whitewater Group, Inc.

1993
- Contact Software International, Inc, twórca programu ACT! dla systemów DOS, Microsoft Windows i Macintosh
- Distributor Pro i Netdistributor Pro
- październik: Fifth Generation Systems
- Rapid Enterprises, Inc.

1994
- czerwiec: Central Point Software(inne języki) (PC Tools, Microsoft Anti-Virus for MS-DOS i Windows, Mac Tools)
- Intec Systems corporation
- SLR SYstems, Inc.

1995
- listopad: Delrina(inne języki) (WinFax(inne języki))
- FastTrack, Inc.

1998
- maj: technologie antywirusowe i szczepionek firmy IBM
- czerwiec: Binary Research Limited (Ghost)
- wrzesień: oprogramowanie antywirusowe i zarządzające systemem Intela
- listopad: Quarterdeck Corporation (QEMM)

1999
- lipiec: URLabs

2000
- luty: L-3 Network Security
- grudzień: AXENT Technologies (oprogramowanie Firewall i Virtual Private Network)

2001
- lipiec: Foster-Melliar
- październik: Lindner & Pelc

2002
- lipiec: Mountain Wave, oprogramowanie i usługi zarządzania zabezpieczeniami klasy enterprise
- sierpień: SecurityFocus, zarządzająca listą mailingową Bugtraq dotyczącą zabezpieczeń, dostawca systemów zabezpieczeń przed zagrożeniami dla klientów klasy enterprise, systemów wczesnego ostrzegania i dokładnej bazy danych o lukach w oprogramowaniu
- sierpień: Recourse Technologies, dostawca oprogramowania do wykrywania włamań o nazwach ManHunt i ManTrap

sierpień: Riptech, Inc., dostawca zabezpieczeń działających w czasie rzeczywistym
2003
- kwiecień: oprogramowanie GoBack odkupione od Roxio
- lipiec: Nexland, firma działająca na rynku zabezpieczeń internetowych
- październik: SafeWeb, dostawca technologii VPN opartych na SSL
- październik: ON Technology, firma oferująca oprogramowanie zarządzające cyklem działania systemów klasy enterprise
- grudzień: PowerQuest (programy Drive Image, PartitionMagic, ServerMagic)

2004
- czerwiec: Brightmail, producent oprogramowania chroniącego przed spamem
- lipiec: TurnTide, producent oprogramowania chroniącego przed spamem
- październik: @stake, konsultant w sprawie bezpieczeństwa
- październik: LIRIC Associates, brytyjski konsultant w sprawie bezpieczeństwa
- grudzień: Platform Logic, firma oferująca oprogramowanie zabezpieczające

2005
- maj: XtreamLok, australijska firma w branży bezpieczeństwa informacji, której technologie antypirackie i aktywacyjne wchodziły w skład oprogramowania firmy Symantec od dłuższego czasu
- lipiec: VERITAS, twórca oprogramowania do zarządzania przechowywanymi danymi
- sierpień: Sygate Technologies, około 200-osobowa firma produkująca oprogramowanie zabezpieczające, której siedziba znajdowała się w mieście Fremont w stanie Kalifornia
- wrzesień: WholeSecurity, firma z Austin w stanie Teksas, oferująca oprogramowanie zabezpieczające przed szkodliwym oprogramowaniem (malware) i internetowymi wyłudzeniami (phishing), bazujące na analizie zachowania szkodników
- październik: BindView, firma z Houston w stanie Teksas, oferująca oprogramowanie zabezpieczające i badające zgodność z normami

2006
- styczeń: IMLogic, producent oprogramowania do zabezpieczenia komunikatorów internetowych z Walthham w stanie Massachusetts
- luty: Relicore, producent oprogramowania do zarządzania systemami z Burlington w stanie Massachusetts
- listopad: Company-i, brytyjska firma usług profesjonalnych, której specjalnością są wyzwania wynikające z działania i obsługi centrów danych sektora finansowego
- listopad: Revivio, producent programu do ciągłej ochrony danych z Lexington w stanie Massachusetts

2008
- sierpień: PC Tools, firma produkująca oprogramowanie zabezpieczające dla komputerów osobistych.